# Una Asociación para la Unidad Nacional
Una Asociación para la Unidad Nacional (en inglés: A Partnership for National Unity, abreviado como APNU) es una alianza política guyanesa de orientación izquierdista encabezada por el Congreso Nacional del Pueblo, uno de los dos principales partidos políticos del país, junto con otras fuerzas menores: el Partido de Acción de Guyana, Asociación de Autoridades Locales de Guyana, el Congreso Nacional de Guyana, la Asociación Popular de Guyana, el Congreso de Jóvenes de Guyana, el Partido Justicia para Todos, el Frente Democrático Nacional, la Alianza del Frente Nacional, y la Alianza del Pueblo Trabajador. Desde 2015 hasta 2020 gobernó el país en coalición con el partido Alianza para el Cambio, que no forma parte de la alianza APNU pero presentó una lista conjunta con ella en las elecciones de 2015.

## Historia
La alianza fue fundada en julio de 2011 para disputar las elecciones generales de ese mismo año, siendo liderada por el Congreso Nacional del Pueblo, principal partido opositor al gobierno del Partido Progresista del Pueblo, que gobernaba desde 1992. Debido a esto, se convirtió en la primera coalición electoral importante de la historia del país, puesto que hasta entonces tanto el PNC como el PPP habían disputado las elecciones y gobernado en solitario casi todas las veces (excepto en 1964, cuando el PNC formó un gobierno de coalición postelectoral con La Fuerza Unida). En los comicios de 2011, aunque el PPP fue la fuerza más votada, por primera vez en casi quince años no obtuvo una mayoría absoluta de escaños. La APNU obtuvo el 40.81% de los votos y 26 bancas, y la Alianza para el Cambio o AFC, tercera fuerza, el 10.32% y 7, por lo que la oposición en conjunto obtuvo el 51.13% de los sufragios y 33 de los 65 escaños, contra 32 del PPP. El PPP, sin embargo, logró formar un gobierno minoritario con la elección de Donald Ramotar como presidente.
En las elecciones generales de 2015, la APNU y la AFC formaron una lista electoral conjunta para enfrentar al PPP, generando una carrera extremadamente polarizada. La coalición APNU-AFC obtuvo el 50.29% de las preferencias contra el 49.19% del PPP, y el legislativo se mantuvo exactamente igual, con 33 escaños para el bloque opositor y 32 para el PPP. De este modo, David Granger, del PNC, se convirtió en presidente, el primero ajeno al PPP en más de veintitrés años.
En las elecciones generales de 2020 la coalición obtuvo un 47,34% y 31 escaños, resultando derrotada por el Partido Progresista del Pueblo y regresando a la oposición.